# Ammothea
Ammothea är ett släkte av havsspindlar. Ammothea ingår i familjen Ammotheidae.

## Dottertaxa tillAmmothea, i alfabetisk ordning[1]
- Ammothea allopodes
- Ammothea antipodensis
- Ammothea armentis
- Ammothea australiensis
- Ammothea bentartica
- Ammothea bicorniculata
- Ammothea bigibbosa
- Ammothea calmani
- Ammothea carolinensis
- Ammothea clausi
- Ammothea depolaris
- Ammothea dorsiplicata
- Ammothea gibbosa
- Ammothea gigantea
- Ammothea glacialis
- Ammothea gordonae
- Ammothea hedgpethi
- Ammothea hilgendorfi
- Ammothea insularis
- Ammothea longispina
- Ammothea magniceps
- Ammothea makara
- Ammothea meridionalis
- Ammothea minor
- Ammothea ovatoides
- Ammothea profunda
- Ammothea sextarticulata
- Ammothea spicula
- Ammothea spinosa
- Ammothea striata
- Ammothea stylirostris
- Ammothea tetrapora
- Ammothea tibialis
- Ammothea uru